# Tituly a vyznamenání Muhammada Rezy Pahlavího

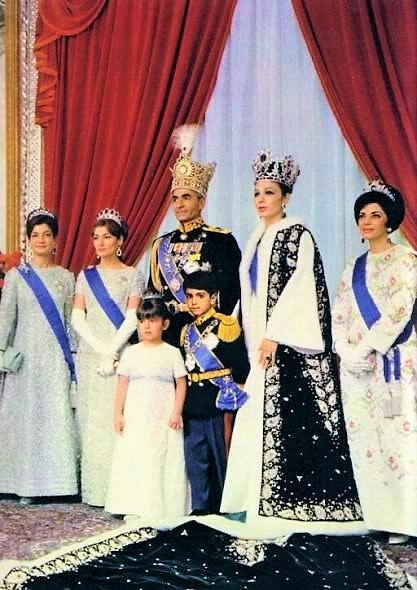
Muhammad Rezá Pahlaví během své korunovace.

Muhammad Rezá Pahlaví byl držitelem řady titulů a vyznamenání která získal před nástupem na trůn i jako íránský šáh. Jako šáh byl také nejvyšším představitelem íránských řádů.

## Tituly
- 24. dubna 1926 – 16. září 1941: Jeho císařská Výsost korunní princ íránský
- 16. září 1941 – 26. října 1967: Jeho Veličenstvo íránský šáh
- 26. října 1967 – 27. července 1980: Jeho císařské Veličenstvo íránský šáh

Od nástupu svého otce na trůn až do svého vlastního nástupu držel titul Jeho královská Výsost korunní princ. Poté, co se stal vládcem, zvolil označení šáh (král) namísto šáhanšáh (král králů) s příslibem, že druhý titul nebude používat dříve, než se z Íránu stane moderní a prosperující stát. Jeho korunovace na šáhanšáha se konala až roku 1967, tedy po 26 letech vlády.

## Erb

Erb Muhammada Rezy Pahlavího jakožto korunního prince

## Vojenské hodnosti
- 1938 – 1939: podporučík íránské armády[2]
- 1938 – 16. září 1941: kapitán íránské armády[2]
- 16. září 1941 – 21. července 1952: vrchní velitel íránských ozbrojených sil[3][4][pozn. 1]
- 19. srpna 1953 – 11. února 1979: vrchní velitel Íránských ozbrojených sil

## Vyznamenání

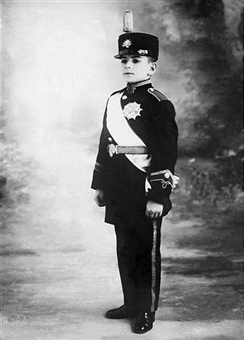
Muhammad Rezá Pahlaví v uniformě s řádem již ve svých 11 letech.

### Íránská vyznamenání

#### Řády

Erb šáha jakožto rytíře Řádu Karla III.

- Řád Zolfagharu[5]
  - 16. září 1941 – 27. července 1980 hlava řádu
  - 4. února 1949 – 27. července 1980 rytíř velkodůstojník
  - 12. prosince 1946 – 4. února 1949 rytíř
- Řád Pahlaví[5]
  - 16. září 1941 – 27. července 1980 hlava řádu
  - 1932 – 16. září 1941 velký řetěz
- Řád Aryamehr – 26. září 1967 – 27. července 1980 hlava řádu[5]
- Řád Aftab – 16. září 1941 – 26. září 1967 hlava řádu[5]
- Řád lva a slunce – 16. září 1941 – 27. července 1980 hlava řádu
- Řád Aqdas – 16. září 1941 – 27. července 1980 hlava řádu
- Řád koruny[5]
  - 16. září 1941 – 27. července 1980 hlava řádu
  - 24. dubna 1926 – 16. září 1941 rytíř velkostuhy
- Řád Plejád – 16. září 1941 – 27. července 1980 hlava řádu[5]
- Řád za vojenské zásluhy
  - 16. září 1941 – 27. července 1980 hlava řádu
  - 1938 – 16. září 1941 I. třída
  - 1938 – 16. září 1941 III. třída
- Vojenský řád Sepah
  - 16. září 1941 – 27. července 1980 hlava řádu
  - 1938 – 16. září 1941 I. třída
  - 1938 – 16. září 1941 II. třída
  - 1938 – 16. září 1941 III. třída
- Řád rudého lva a slunce – 16. září 1941 – 27. července 1980 hlava řádu
- Řád cti[5]
  - 16. září 1941 – 27. července 1980 hlava řádu
  - 12. prosince 1946 – 16. září 1941 I. třída
- Služební řád – 16. září 1941 – 27. července 1980 hlava řádu
- Služební řád tří hvězd – 16. září 1941 – 27. července 1980 hlava řádu
- Řád Pas – 16. září 1941 – 27. července 1980 hlava řádu
  - řád I. třídy
- Řád Homayoun – 16. září 1941 – 27. července 1980 hlava řádu
- Řád vděčnosti – do 27. července 1980 hlava řádu
- Řád Avecinna – do 27. července 1980 hlava řádu
- Řád věd – do 27. července 1980 hlava řádu
- Řád lesku – do 27. července 1980 hlava řádu
- Řád oficiálních zásluh – do 27. července 1980 hlava řádu
- Řád vojenské policie – do 27. července 1980 hlava řádu
- Řád policie – do 27. července 1980 hlava řádu
- Řád Rézy – do 27. července 1980 hlava řádu
- Řád umění – do 27. července 1980 hlava řádu

### Zahraniční vyznamenání
- Afghánistán
  -  Řád nejvyššího slunce I. třídy
  -  rytíř velkokříže s řetězem Řádu nejvyššího slunce – 26. března 1950[5]
- Albánie
  -  rytíř velkokříže Řádu věrnosti – 1975[5][6]
- Argentina
  -  velkokříž s řetězem Řádu osvoboditele generála San Martína – 17. května 1965[5]
- Bahrajn
  -  řetěz Řádu al-Chalífy – 1975[5]
- Belgie
  -  velkokříž Řádu Leopoldova, civilní divize – 15. března 1939[5]
  -  velkokříž Řádu Leopoldova, vojenská divize – 11. května 1960[5]
- Brazílie
  -  velkokříž s řetězem Řádu Jižního kříže – 3. května 1965[5]
- Československo
  -  Řád Bílého lva I. třídy – 1939[7][pozn. 2]
  -  Řád Bílého lva I. třídy s řetězem, civilní skupina – 27. května 1967[7]
  -  Řád Bílého lva I. třídy s řetězem, civilní skupina – 25. srpna 1977[7]
- Dánsko
  -  rytíř Řádu slona – 1965[8]
- Egypt
  -  velkostuha Řádu Nilu – 7. února 1975[5]
- Egyptské království
  -  řetěz Řádu Muhammada Alího – 16. března 1939[5]
- Etiopské císařství
  -  rytíř Řádu Šalomounova – 14. září 1964[9]
- Finsko
  -  velkokříž s řetězem Řádu bílé růže – 1970[10]
- Francie
  -  velkokříž Řádu čestné legie – 15. června 1939[11]
  -  Croix de guerre 1939–1945 s palmou – 3. srpna 1948[5]
- Gabon
  -  velkokříž Řádu rovníkové hvězdy – 22. října 1975[5]
- Irácké království
  -  velkokříž Řádu dvou řek, civilní divize – 1939[5]
  -  velkostuha Řádu Hášimovců – 14. června 1949[5]
- Irák
  -  velkokříž Řádu dvou řek, vojenská divize – 13. února 1967[5]
- Itálie
  -  velkokříž s řetězem Řádu zásluh o Italskou republiku – 26. srpna 1957[12]
- Japonsko
  -  velkokříž s řetězem Řádu chryzantémy – 13. května 1958[5]
- Jordánsko
  -  velkostuha Nejvyššího řádu renesance – 28. července 1949[5]
  -  řetěz Řádu al-Husajna bin Alího – 28. července 1949[5]
- Jugoslávie
  -  velkohvězda Řádu jugoslávské hvězdy – 3. června 1966[5]
- Katar
  - Řetěz nezávislosti – 13. listopadu 1975[5]
- Kuvajt
  -  řetěz Řádu Mubáraka Velikého – 1974[5]
- Libanon
  -  speciální třída Řádu za zásluhy – 17. října 1956[5]
- Libye
  -  velkostuha Řádu Idrise I. – 13. května 1958[5]
- Maďarsko
  -  Řád praporu Maďarské lidové republiky I. třídy – 1967[5]
- Malajsie
  -  Řád říšské koruny – 16. ledna 1968[5]
- Maroko
  - speciální třída Řádu Muhammada – 11. června 1966[5]
- Mexiko
  -  řetěz Řádu aztéckého orla – 8. května 1975[5]
- Německo
  -  velkokříž speciální třídy Záslužného řádu Spolkové republiky Německo – 27. února 1955[5]
- Nepál
  -  Řád Ojaswi Rajanya – 3. července 1960[5]
- Nizozemsko
  -  velkokříž Řádu nizozemského lva – 19. května 1959[5]
- Norsko
  -  velkokříž s řetězem Řádu svatého Olafa – 17. května 1961[5]
- Omán
  -  Řád Ománu I. třídy, vojenská divize – 2. března 1974[5]
- Pákistán
  -  Řád Pákistánu I. třídy – 9. listopadu 1959[5]
- Polsko
  -  velkokříž Řádu znovuzrozeného Polska – 1966[13]
- Portugalsko
  -  velkokříž s řetězem Řádu prince Jindřicha – 27. července 1967[14]
- Rakousko
  -  velkohvězda Čestného odznaku Za zásluhy o Rakouskou republiku – 1960[15]
- Rumunsko
  -  Řád hvězdy Rumunské socialistické republiky I. třídy – 27. května 1966[5]
- Řecko
  -  velkokříž Řádu Spasitele – 1960[5]
- Saúdská Arábie
  -  Řád krále Abd al-Azíze I. třídy – 1955[5]
  - řetěz Řádu Badru – 28. dubna 1975[5]
- Somálsko
  -  Řád somálské hvězdy – 28. prosince 1977
- Spojené království
  -  čestný rytíř velkokříže Řádu lázně – 1942[16]
  -  Královský Viktoriin řetěz – 21. července 1948[5]
  -  čestný rytíř velkokříže Královského Viktoriina řádu
- Spojené státy americké
  -  vrchní velitel Legion of Merit – 7. října 1947[5]
- Súdán
  -  řetěz Čestné stuhy – 24. února 1974[5]
- Španělsko
  -  velkokříž s řetězem Řádu Isabely Katolické – 22. května 1957 – udělil Francisco Franco[17]
  -  velkokříž s řetězem Řádu Karla III. – 19. dubna 1975 – udělil Francisco Franco[18]
- Švédsko
  -  rytíř Řádu Serafínů – 29. dubna 1960[5]
- Thajsko
  -  Řád Rajamitrabhorn – 22. ledna 1968[5]
  -  rytíř Řádu Mahá Čakrí – 23. dubna 1968[5]
- Tchaj-wan
  -  rytíř speciální třídy Řádu příznivých oblaků – 3. června 1946[5]
  -  Řád jasného nefritu – 5. května 1958[5]
- Tunisko
  -  velkostuha Řádu nezávislosti – 15. března 1965[5]
- Vatikán
  -  rytíř Řádu zlaté ostruhy – 20. srpna 1948[5][19]
- Zair
  -  velkostuha Národního řádu levharta – 23. února 1974[5]

### Dynastické řády
- Savojští
  -  rytíř Řádu zvěstování – 1976[5]
  -  rytíř velkokříže Řádu svatého Mauricia a svatého Lazara – 1976[5]
  -  rytíř velkokříže Řádu italské koruny – 1976[5]